# Piętki-Żebry
Piętki-Żebry – wieś w Polsce położona w województwie podlaskim, w powiecie wysokomazowieckim, w gminie Klukowo.
W latach 1975–1998 miejscowość administracyjnie należała do województwa łomżyńskiego.
Wierni kościoła rzymskokatolickiego należą do parafii Najświętszej Maryi Panny Królowej Świata w Wojnach-Krupach.

## Historia
W roku 1465 w Herbarzu Kapicy-Milewskiego wymieniony dziedzic tej ziemi – de Piantki.
Wieś założona w połowie XV w. przez Andrzeja zwanego Oczko i pierwotnie nazwana Oczkowizną. Nazwa ta wzmiankowana w czasie składania przysięgi przez rycerzy, na wierność królowi polskiemu w 1569 roku. Wymienia się między innymi Piotra Żyrę z Piętek Oczkowizny. Również spis podatkowy z 1580 roku również wspomina o wsi o takiej nazwie.
W I Rzeczypospolitej miejscowość należała do ziemi drohickiej w województwie podlaskim.
Nazwa Żebry używana na początku XIX wieku, zapewne od nazwiska Żebrowskich licznie zamieszkujących tę wieś.
Pod koniec XIX w. miejscowość należała do powiatu mazowieckiego, gmina Klukowo. W pobliżu znajdują się trzy inne wsie o wspólnej nazwie Piętki, rozróżniane drugim członem.
W roku 1891 wieś liczyła 16 gospodarstw drobnoszlacheckich na 91 ha, w 1921 było 20 domów i 113 mieszkańców.

## Współcześnie
Wieś typowo rolnicza. Produkcja roślinna podporządkowana hodowli krów mlecznych.